# José de Eusebio
José de Eusebio (Madrid 1966) es un director y musicólogo español. Es uno de los principales especialistas en la música de Isaac Albéniz.
De Eusebio estudió piano en el Real Conservatorio Superior de Música de Madrid y posteriormente en la Academia Franz Liszt y en cursos en distintos centros (Viena, París, Salzburgo etc). Entre sus profesores se encuentran György Kurtág y Vlado Perlemuter. José de Eusebio también estudió piano con Joaquín Achúcarro (Artist Diploma) y un máster en dirección en los EE. UU. con una beca Fulbright. Él es el editor de la edición crítica de Merlin, Henry Clifford, Pepita Jiménez y San Antonio de la Florida de Isaac Albéniz. Dirigió el estreno mundial de Merlín escenificado en el Teatro Real de Madrid y grabó la misma para el sello BBC. Esta grabación obtuvo un Grammy en el año 2001 a la mejor grabación clásica. Su grabación de Pepita Jiménez fue nominada en 2007 a la mejor grabación de ópera en los premios Grammy. Continuando con su interés en la obra de Albeniz dirigió en 2009 el estreno mundial de Henry Clifford con su libreto original en inglés.
José de Eusebio ha dirigido prácticamente todas las orquestas españolas así como en Alemania (Mannheim, Hamburgo, Stuttgart, Múnich), en los EE. UU., Austria (Musikverein), Canadá, Bulgaria, Francia, Rusia (Bolshoi), Reino Unido, Polonia, República Checa, Taiwán y Suecia. De Eusebio tiene un firme compromiso con la música contemporánea: fue directo del Sax-Ensemble entre 1997 y 2002 y ha estrenado obras de compositores como Tomás Marco, Carmelo Bernaola, Luis de Pablo, José María Sánchez-Verdú y Zulema de la Cruz. Ha realizado además dos grabaciones para el sello Col Legno como parte del proyecto Gehrard con música de Jesús Rueda y dirigido el estreno mundial de la ópera de Tomás Marco El caballero de la Triste Figura en el Teatro de la Zarzuela.

## Grabaciones
De Eusebio ha grabado para varios sellos en audio y formato DVD, entre ellas destacan las siguientes grabaciones:
Albéniz: Henry Clifford  - Orquesta Sinfónica de Madrid
- Director: José De Eusebio
- Elenco: Aquiles Machado (Henry Clifford); Alessandra Marc (Lady Clifford); Carlos Álvarez (Sir John Saint John); Jane Henschel (Lady Saint John); Ana María Martínez (Annie Saint John); Christian Immler (Colin); Ángel Rodríguez (Messenger).
- Grabación: Auditorio Nacional de Música de Madrid, 19-27 de julio de 2002
- Discográfica: Decca - 473 937-2 (2 CD)

Albéniz: Pepita Jiménez  - Orquesta y Coro de la Comunidad de Madrid
- Director: José De Eusebio
- Elenco: Carol Vaness (Pepita Jiménez), Plácido Domingo (Don Luis de Vargas), Jane Henschel (Antoñona), Enrique Baquerizo (Don Pedro de Vargas), Carlos Chausson (Vicar), José Antonio López (Count Genazahar) Ángel Rodríguez (1st Officer), Federico Gallar (2nd Officer)
- Grabación: Teatro Bulevar, Torrelodones, Madrid, July 2004 and June 2005
- Sello: Deutsche Grammophon - 000747202 (CD)

Albéniz: Merlin - Orquesta Sinfónica de Madrid
- Director: José De Eusebio
- Elenco: Carlos Álvarez (Merlín), Plácido Domingo (King Arthur), Jane Henschel (Morgan le Fay), Ana María Martínez (Nivian), Carlos Chausson (Archbishop of Canterbury ), Christopher Maltman (Mordred)
- Grabación: Auditorio Nacional de Madrid, 1999
- Sello: Decca - 467096 (2 CD)